# Echium boissieri
Echium boissieri — вид рослин родини шорстколисті (Boraginaceae). Вид названий на честь женевського ботаніка П'єр Едмон Буасьє, який назвав цю рослину Echium pomponium.

## Опис
Дво- або багаторічна рослина. Стебла до 250 см, прямостоячі, прості або слабо розгалужені. Майже вся рослина має колюче і щетинисте волосся. Прикоренева розетка листя 37 × 5,5 см, вузько еліптичні або обернено-ланцетовиді; вище до 10 × 2 см, лінійно-ланцетні або ланцетні. Колосоподібне суцвіття займає більше половини стебла. Віночок 15–20 мм, волохатий, кольору від рожевого до індиго. Цвіте і плодоносить з травня по серпень. Горішки 2,5–3,5 × 2–2,5 мм, коричневі.

## Поширення
Центр і південь Піренейського півострова (Іспанія, Португалія, Гібралтар), Північно-Західна Африка (Марокко, Алжир). Колонізує круті й сухі схили. Росте на кам'янистих схилах, узбережжях, канавах і узбіччях доріг, часто в глиняному субстраті; 300—1300 м.

## Галерея

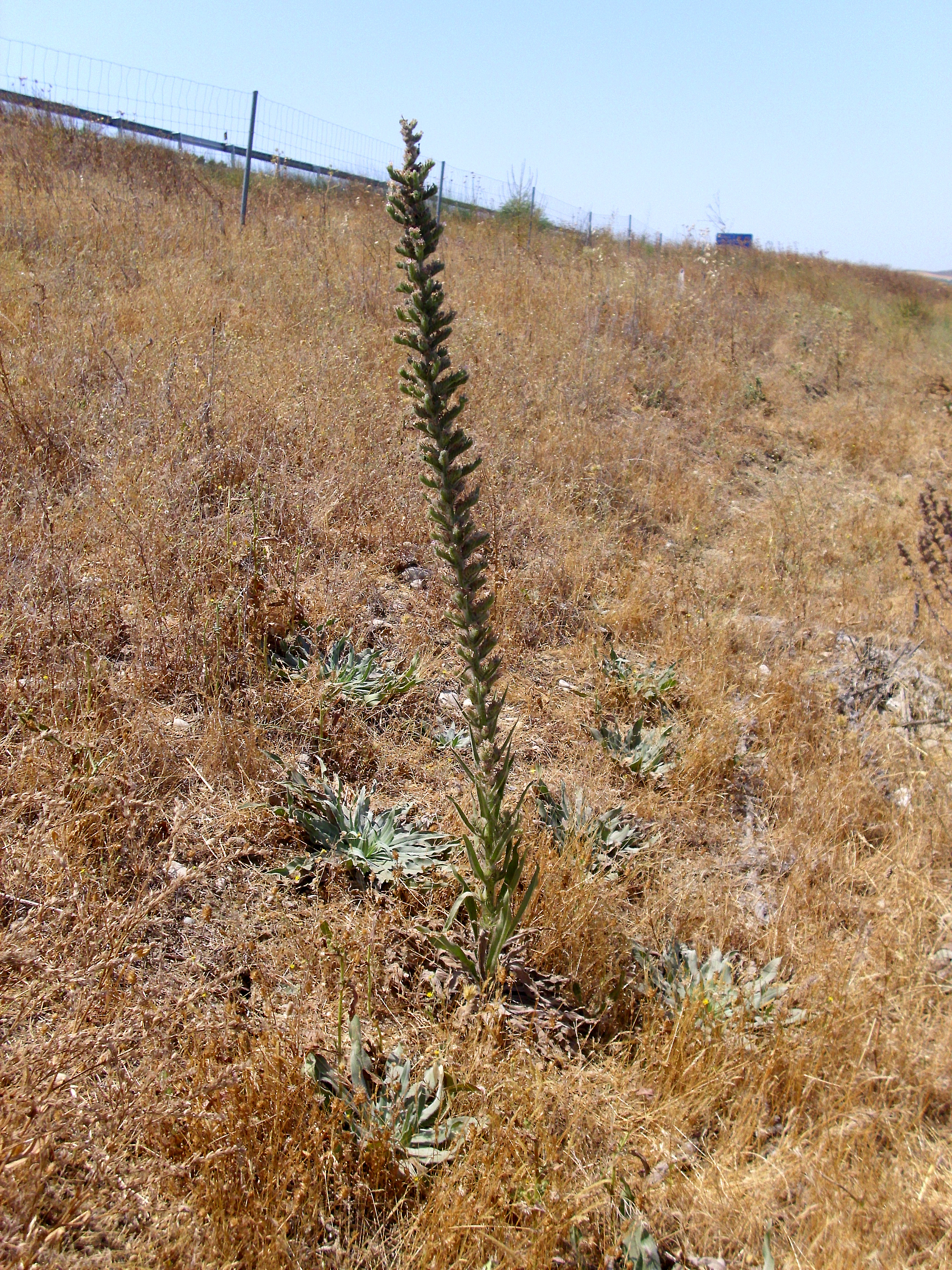
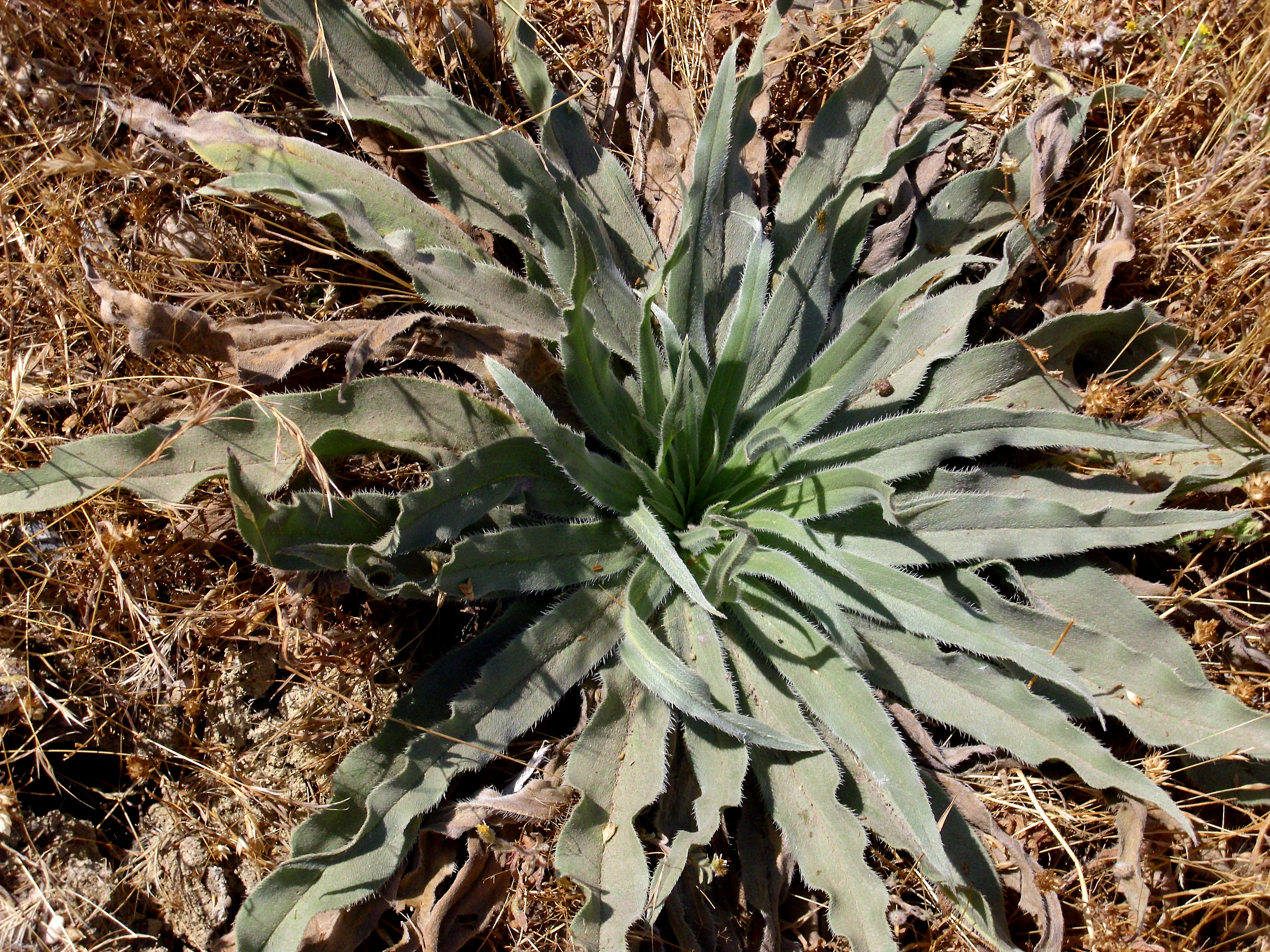
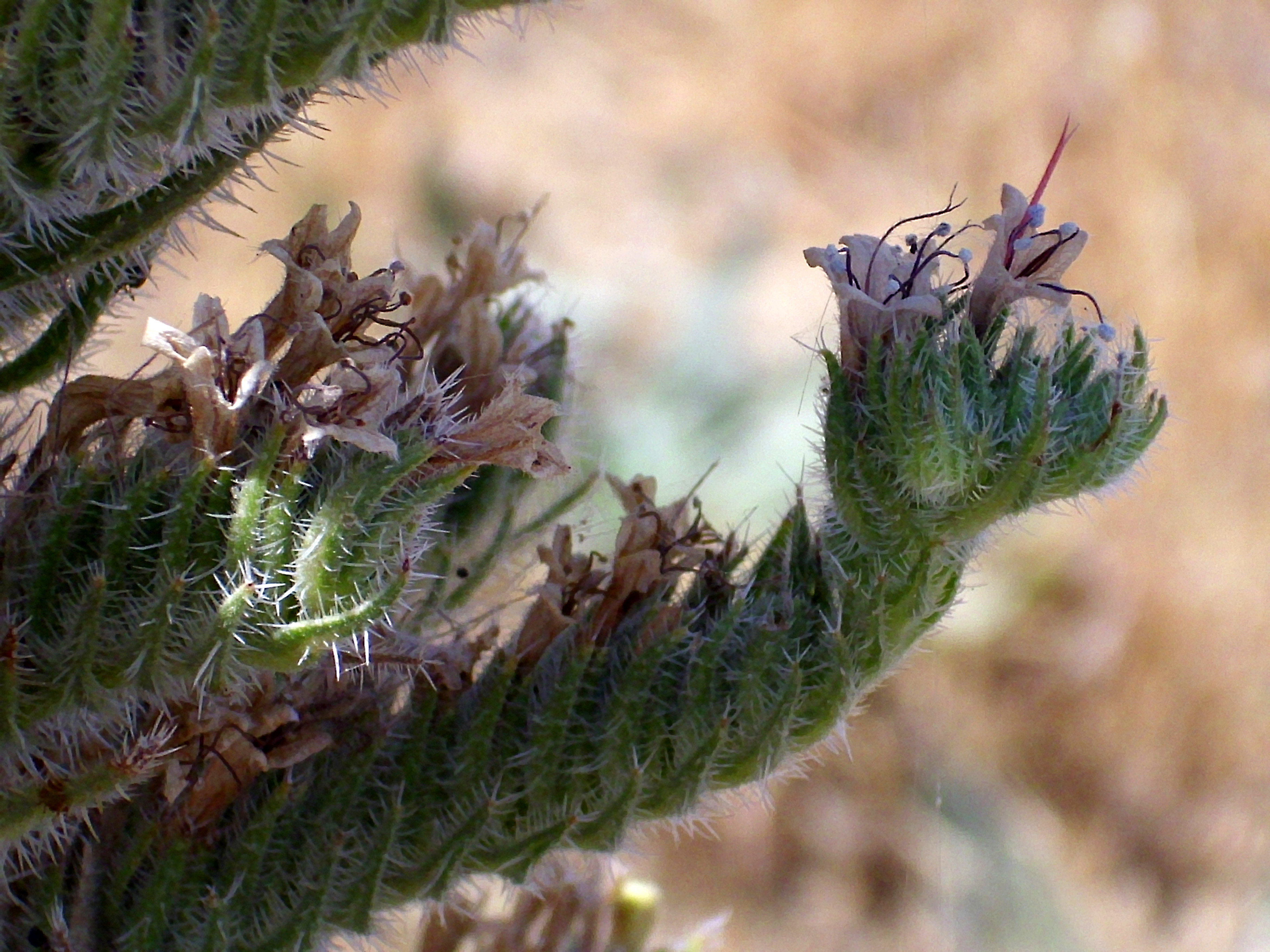